# Visual Technology Visual 1083
Visual Technology Visual 1083 (Visual 1083 / Commuter) је био преносиви рачунар фирме Visual Technology који је почео да се производи у САД од 1983. године.
Користио је Intel 8088 као микропроцесор. RAM меморија рачунара је имала капацитет од 128 KB (до 512 KB највише). 
Као оперативни систем кориштен је MS DOS 2.11.

## Детаљни подаци
Детаљнији подаци о рачунару Visual 1083 су дати у табели испод.
|                       |                                                                                     |
| [ 1 ]                 |                                                                                     |
| Произвођач            |                                                                                     |
| Тип                   | преносиви рачунар                                                                   |
| Меморија              | 128 (до 512 највише)                                                                |
| Поријекло             | Сједињене Америчке Државе                                                           |
| Година                | 1983                                                                                |
| Тастатура             | тастатура са пуним помаком тастера са нумеричком тастатуром и функцијским тастерима |
| Процесор              |                                                                                     |
| Фреквенција процесора | 4,77                                                                                |
| RAM                   | 128 (до 512 највише)                                                                |
| ROM                   |                                                                                     |
| Текст                 | 80 знакова x 25 линија                                                              |
| Графика               | само текст мод                                                                      |
| Боја                  | да                                                                                  |
| Звук                  | мали звучник (?)                                                                    |
| Димензије             | 50,8 (ширина) x 44,4 (дубина) x 18,4 (висина) / 16 фунти (7,25 )                    |
| Портови               |                                                                                     |
| Оперативни систем     |                                                                                     |